# Bosuilstadion
Het Bosuilstadion is een voetbalstadion in de Belgische stad Antwerpen. Het stadion ligt in het district Deurne en is het thuisstadion van Royal Antwerp FC. In de volksmond heet het stadion ook "Den Bosuil". Vanwege de sfeer tijdens enkele interlands België-Nederland wordt ook gesproken van "De Hel van Deurne-Noord".

## Interlands
In het Bosuilstadion zijn 35 interlands België - Nederland gespeeld, waarvan vier WK-kwalificaties (tweemaal gelijk, tweemaal winst Nederland) en 31 vriendschappelijke. De laatste "België - Holland" werd hier in 1977 gespeeld. op 24 april 1960 werd een toeschouwersrecord van 58.012 betalende kijkers voor België - Nederland bereikt.
| № | Datum         | Wedstrijd          | Uitslag | Competitie        | Toeschouwers |
| - | ------------- | ------------------ | ------- | ----------------- | ------------ |
| 1 | 24 april 1960 | België – Nederland | 2 – 1   | vriendschappelijk | 58.012       |

## Voorgeschiedenis
Thuisclub Royal Antwerp FC speelde eerst op het Wilrycksche Plein (als exercitieterrein ook het "Plaine des Manœuvres" genoemd). Vervolgens, in 1893, werd een veld gehuurd aan de Transvaalstraat in de wijk Zurenborg. Door de toenemende bebouwing in deze buurt diende de club al snel te verhuizen. Vanaf 1895 speelde men op een terrein naast de Velodroom van Zurenborg en vanaf 1897 op het middenterrein van de Velodroom. In 1903 werd de club voor het eerst eigenaar en bouwde men een tribune aan de Kruisstraat. Vijf jaar later verhuisde Antwerp FC naar de Broodstraat. Sinds 1923 speelt Antwerp FC in de Bosuil. Tijdens het seizoen 1928-29 moest, vanwege een ruzie met de eigenaren van het Bosuilstadion, tijdelijk uitgeweken worden naar de velden van Berchem Sport en Beerschot.

## Architectuur en bouw
Het stadion werd ingewijd op 1 november 1923 aan de Oude Bosuilbaan. Oorspronkelijk had het stadion een tamelijk vlakke, rondgaande tribune, ongeveer zoals het latere Olympisch Stadion te Amsterdam en bood het plaats aan 38.000 supporters. Dit werd later, met het oog op de wedstrijden tussen België en Nederland, verhoogd tot ongeveer 60.000 plaatsen. Achter beide doelen stonden grote staantribunes. Omdat de stad Antwerpen in de jaren 80 en 90 het stadion om veiligheidsredenen enkele malen had laten sluiten, werd het stadion gedeeltelijk vernieuwd. De ene zijde telde 800 business seats, de andere een moderne familietribune met 3.000 zitplaatsen.
De oude Tribune 1, die nog dateerde uit 1923, is in de winter van 2017 afgebroken en vervangen door een nieuwe tribune. In 2019 is ook de zuidelijke tribune achter de goal met business seats vervangen door een veel grotere Tribune 4 met staan- en zitplaatsen. Tegenover de hoofdtribune, aan de oostelijke lange zijde, staat nog steeds de halfoverdekte historische Tribune 2. Deze is om veiligheidsreden niet toegankelijk. De plannen om deze en de kleinere Tribune 3 te vervangen stuiten op administratieve en grondrechtelijke bezwaren.  De capaciteit bedraagt nu 16.144 plaatsen.

## Plannen Eurostadion
Eind de jaren 80 kwam het bestuur van Antwerp al met een plan om een nieuw stadion te bouwen. Deze plannen werden echter al zeer snel terug opgeborgen, na het vertrek van toenmalig trainer Georg Keßler. Hij was namelijk de drijvende kracht achter deze plannen. Toen Antwerp in 1993 de finale van Europacup II bereikte, kwam het plan terug boven water. Toen Antwerpen zich in 1995 kandidaat stelde om Euro 2000 mee te organiseren, leek het allemaal de goede richting uit te gaan.
Men ging een Eurostadion bouwen met 30.000 zitplaatsen en met verschuifbaar dak, zoals de Johan Cruijff ArenA heeft, zodat men er meer grote evenementen in kon organiseren. De stad Antwerpen gaf in 1997 aan Antwerp een bouwvergunning, maar hierin stond niets vermeld over een beweegbaar dak. Het stadsbestuur vond dat zo'n stadion een te grote bedreiging vormde voor het nabijgelegen Sportpaleis, op dat moment eigendom van de Provincie Antwerpen.
De investeerders haakten af en dat terwijl men net was begonnen met de afbraak van een van de staantribunes. De plannen werden opnieuw opgeborgen. Het stadion was een ware bouwwerf. Pas in 2001 speelde Antwerp terug in een volledig stadion, toen de nieuwe zittribune in gebruik genomen werd. In juli 2005 kwam Antwerp opnieuw met nieuwe plannen om de oude, nog niet vernieuwde tribunes, te verbouwen. Het nieuwe stadion zou 20.000 plaatsen hebben met loges en 4 torens in iedere hoek van het stadion. Antwerp kreeg van het stadsbestuur echter geen vergunning om het stadion te moderniseren. De stad zou eerder de voorkeur geven aan een gemeenschappelijk stadion van 25.000 plaatsen met Antwerps rivaal Germinal Beerschot.

## Verbouwingen
Bij de promotie naar de Jupiler Pro League besliste nieuwe eigenaar Paul Gheysens om een nieuwe hoofdtribune te bouwen via zijn bouwbedrijf Ghelamco. De oude dateerde uit 1923. Een hypermoderne tribune met 5600 zitplaatsen, skyseats en een restaurant voor 700 personen werd gerealiseerd in 20 weken. Op 29 september 2018 werd aangekondigd dat Antwerp FC op de locatie van de Bosuil zou blijven en in navolging van het plaatsen van de nieuwe hoofdtribune (tribune1) in 2017 het volledige stadion vernieuwd zou worden. Antwerp zou dan over het vijfde grootste stadion in België beschikken. De piste van een gemeenschappelijk Antwerps stadion op Petroleum-Zuid werd hiermee van de baan geschoven. Ook is tribune 4, de zuidtribune, opnieuw gebouwd. Hierdoor zijn er meer zit- en staanplaatsen. De fel verouderde tribune 2, recht tegenover de hoofdtribune, mag om veiligheidsredenen niet meer gebruikt worden. De verbouwingen laten op zich wachten wegens een dispuut tussen Paul Gheysens en de grondeigenaars van die tribune.